# Aix-la-Fayette
Aix-la-Fayette is een gemeente in het Franse departement Puy-de-Dôme (regio Auvergne-Rhône-Alpes) en telt 76 inwoners (2009). De plaats maakt deel uit van het arrondissement Ambert.

## Geografie
De oppervlakte van Aix-la-Fayette bedraagt 13,0 km², de bevolkingsdichtheid is dus 5,8 inwoners per km².
De onderstaande kaart toont de ligging van Aix-la-Fayette met de belangrijkste infrastructuur en aangrenzende gemeenten.

## Demografie
Onderstaande figuur toont het verloop van het inwonertal (bron: INSEE-tellingen).